# Wereldkampioenschappen schoonspringen 2022 – driemeterplank synchroon mannen
Het synchroonspringen vanaf de driemeterplank voor mannen tijdens de wereldkampioenschappen schoonspringen 2022 vond plaats op 26 juni 2022 in de Donau-arena in Boedapest.

## Uitslag
De eerste twaalf koppels, hier aangegeven met groen, gingen door naar de finale.
| Rang   | Land                   | Namen                                | Voorronde | Voorronde | Finale | Finale |
| Rang   | Land                   | Namen                                | Punten    | Rang      | Punten | Rang   |
| ------ | ---------------------- | ------------------------------------ | --------- | --------- | ------ | ------ |
| Goud   | China                  | Cao Yuan Wang Zongyuan               | 446,07    | 1         | 459,18 | 1      |
| Zilver | Verenigd Koninkrijk    | Anthony Harding Jack Laugher         | 413,13    | 2         | 451,71 | 2      |
| Brons  | Duitsland              | Timo Barthel Lars Rüdiger            | 383,07    | 5         | 406,44 | 3      |
| 4      | Zwitserland            | Guillaume Dutoit Jonathan Suckow     | 345,00    | 9         | 376,05 | 4      |
| 5      | Frankrijk              | Jules Bouyer Alexis Jandard          | 387,27    | 3         | 375,54 | 5      |
| 6      | Italië                 | Lorenzo Marsaglia Giovanni Tocci     | 361,65    | 6         | 372,33 | 6      |
| 7      | Colombia               | Sebastián Morales Luis Uribe         | 386,37    | 4         | 364,62 | 7      |
| 8      | Mexico                 | Diego García Yolotl Martínez         | 358,26    | 7         | 363,21 | 8      |
| 9      | Oekraïne               | Oleksandr Horshkovozov Oleh Kolodiy  | 353,64    | 8         | 362,43 | 9      |
| 10     | Spanje                 | Adrián Abadía Nicolás García         | 331,02    | 12        | 354,60 | 10     |
| 11     | Maleisië               | Chew Yiwei Ooi Tze Liang             | 337,23    | 11        | 337,83 | 11     |
| 12     | Nieuw-Zeeland          | Liam Stone Frazer Tavener            | 337,86    | 10        | 322,11 | 12     |
| 13     | Dominicaanse Republiek | Frandiel Gómez Jonathan Ruvalcaba    | 327,63    | 13        |        |        |
| 14     | Georgië                | Sandro Melikidze Tornike Onikashvili | 316,95    | 14        |        |        |
| 15     | Verenigde Staten       | Tyler Downs Quentin Henninger        | 299,43    | 15        |        |        |
| 16     | Koeweit                | Abdulrahman Abbas Hasan Qali         | 287,10    | 16        |        |        |